# Shamrock Diaries
Shamrock diaries är ett album från 1985 av Chris Rea.

## Låtlista
1. Steel River
2. Stainsby Girls
3. Chisel Hill
4. Josephine
5. One Golden Rule
6. All Summer Long
7. Stone
8. Shamrock Diaries
9. Love Turns To Lies
10. Hired Gun